# Mobilkommunikation
Mobilkommunikation bezeichnet Sprach- oder Datenkommunikation mittels mobiler, drahtloser Endgeräte. Diese kann entweder in Netzwerken mit fester Infrastruktur oder ad hoc erfolgen. Beispiele sind 
- Mobilfunk
- drahtlose Funknetze (WLAN)
- Übertragung mit infrarotem Licht
- Bluetooth